# Paróquia São Geraldo das Perdizes
A Paróquia de São Geraldo das Perdizes é uma igreja situada na região oeste de São Paulo, tombada como patrimônio histórico pelo CONPRESP, da prefeitura do município de São Paulo. A construção está situada no Largo Padre Péricles, na Barra Funda e possui diversos bens artísticos e arquitetônicos, como o projeto de arquitetura feito pelo polonês Georg Przyrembel e as diversas pinturas do artista paulista Salvador Ligabue. O de maior destaque é o sino que anunciou a independência do Brasil, proclamada pele príncipe Dom Pedro I, às margens do rio Ipiranga.

## História

### Antecedentes
A primeira construção do local onde se encontra a Paróquia de São Geraldo das Perdizes foi Capela de Nossa Senhora da Conceição e Santa Cruz em 1870, o primeiro templo católico da região, construído pelos próprios moradores do povoado dos Campos das Predizes. A capela era bem simples e foi nesta Matriz que funcionou a Paróquia por 18 anos, de 1914 até 1932.

### A fundação

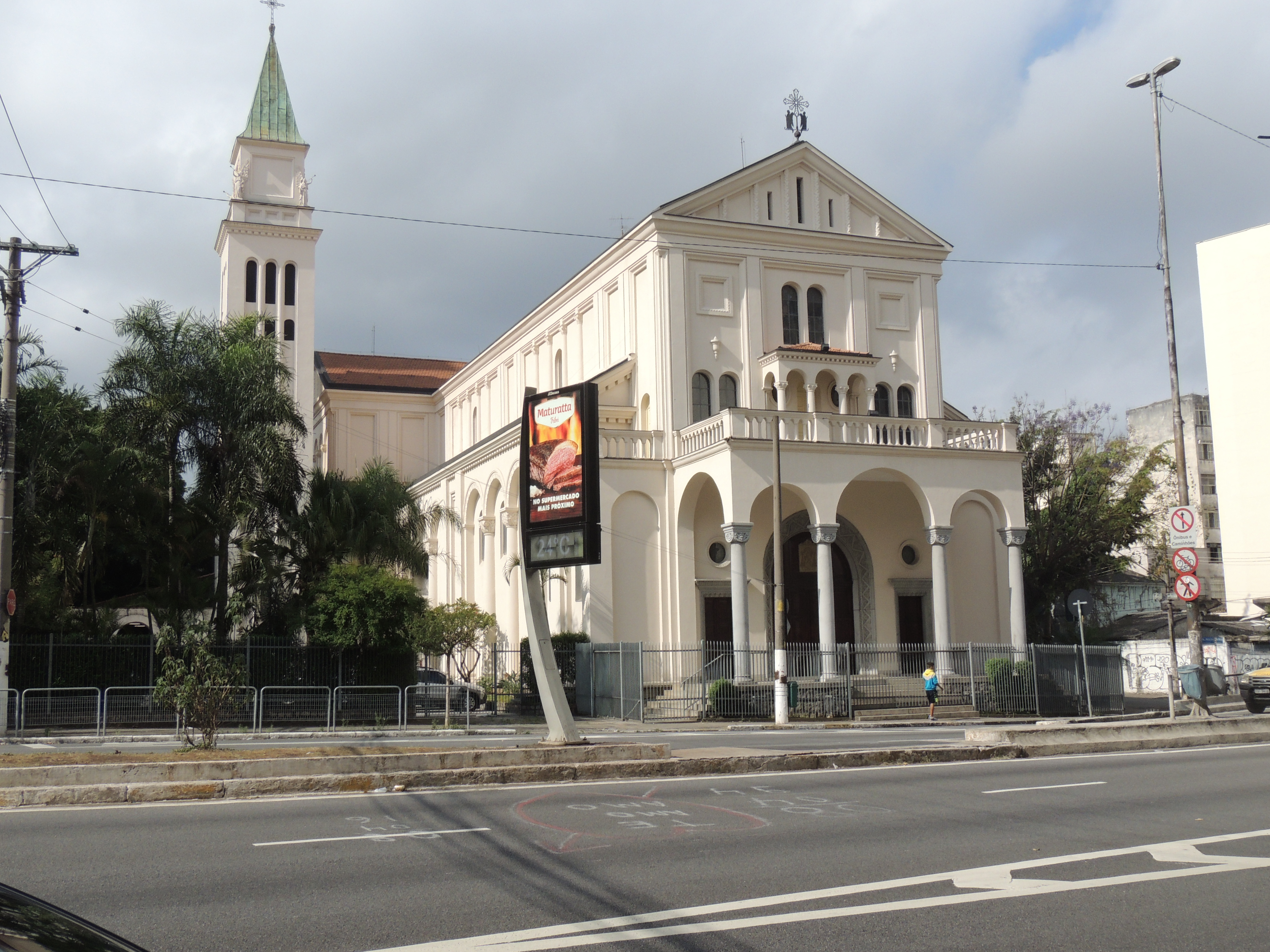
Vista lateral

Quem fundou a Paróquia foi Dom Duarte Leopoldo e Silva, o primeiro Arcebispo Metropolitano de São Paulo. O primeiro vigário do lugar foi o padre Péricles Gomes Barbosa, responsável pela iniciativa de construir a atual Igreja – e por isso foi homenageado dando nome para o local onde a Paróquia se encontra. A sepultura do padre hoje se encontra sob o altar-mor da Igreja.

### Nova Matriz
Em fevereiro de 1932 foi inaugurada a matriz atual da Paróquia. O projeto da construção foi criado pelo arquiteto polonês Georg Przyrembel, responsável também pela Paróquia Nossa Senhora do Carmo, em São Paulo. 

## Arquitetura

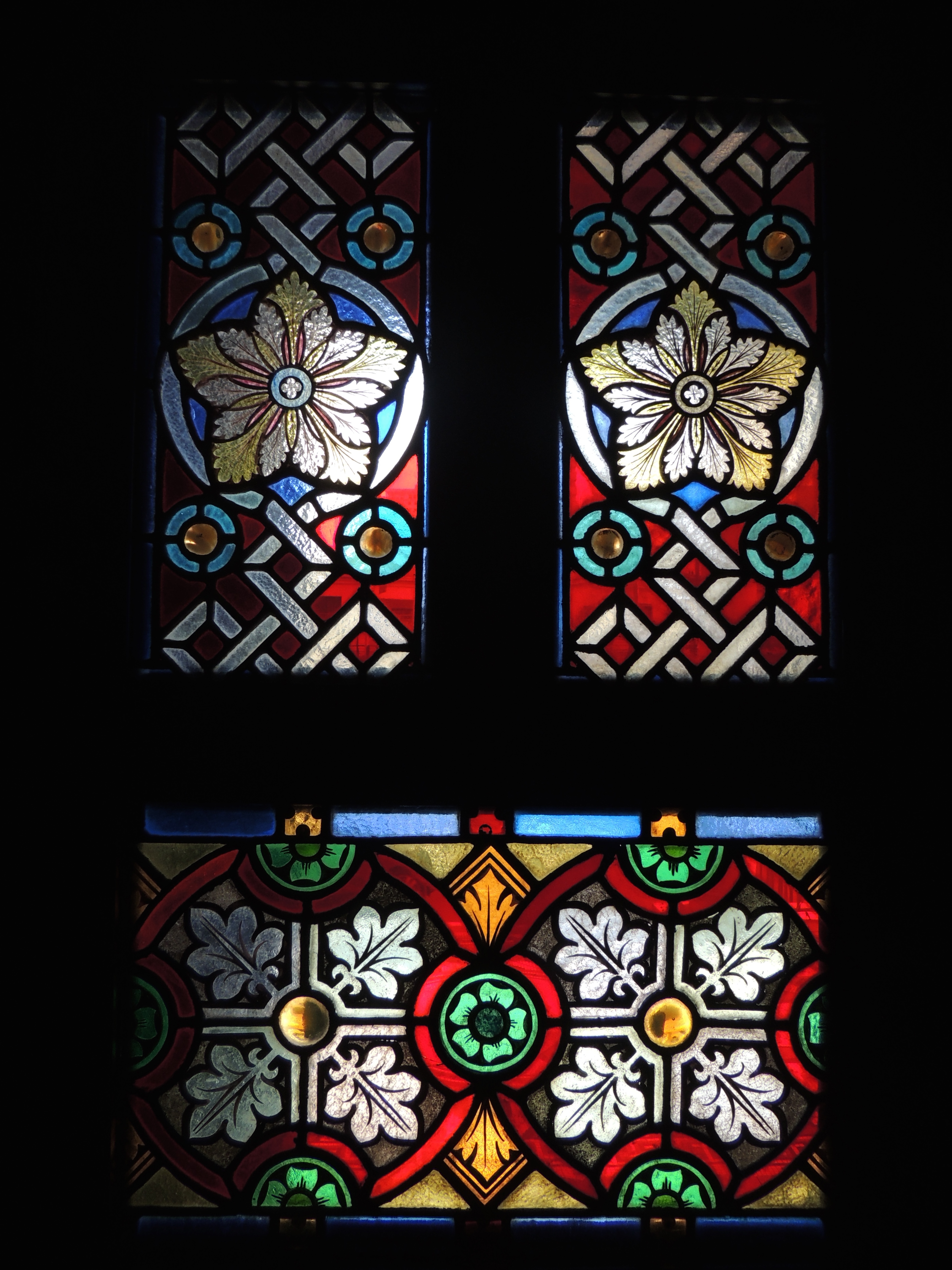
Vitrais da Paróquia

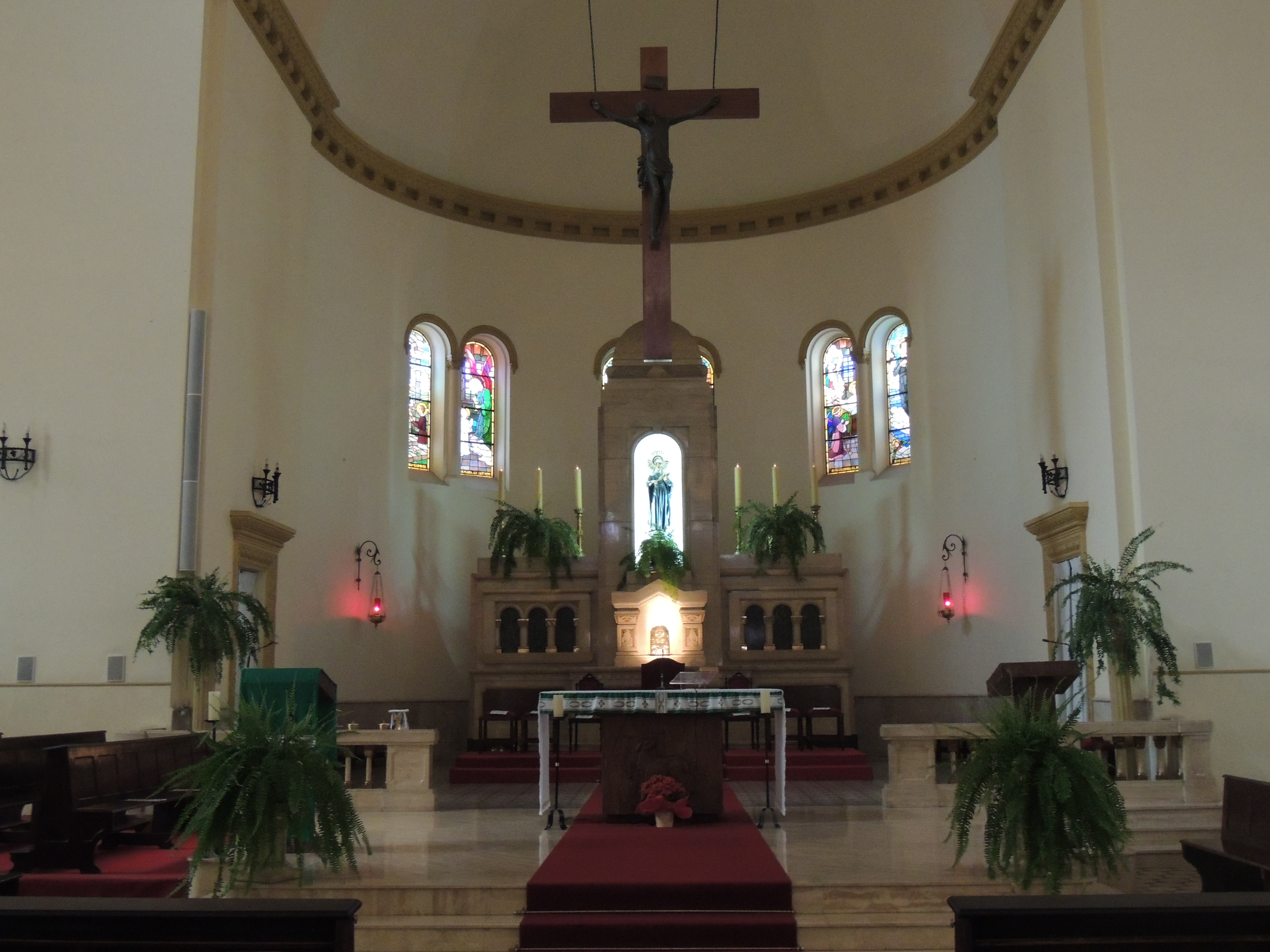
Altar da Paróquia

O estilo arquitetônico da igreja é Neo-Basilical Bizantino Românico, seguindo padrões tradicionais em templos católicos, com destaques para os vitrais e os altares de mármore travertino italiano. O arquiteto Georg Przyrembel, de origem polonesa, é o responsável pelo projeto da Paróquia. Przyrembel estudou na Alemanha e veio para o Brasil em 1912. Ele se tornou um dos maiores expoentes no estilo neocolonial no Brasil. Inclusive, chegou a apresentar projetos neo-coloniais durante a Semana de Arte Moderna, em 1922. E, ao lado do desenhos do espanhol Antonio Garcia Moya, foi um dos únicos projetos de arquitetura na exposição. 
Foram três décadas de construções para finalizar as obras da Paróquia. A capela do Santíssimo Sacramento da igreja foi decorada pelo artista paulista Salvador Ligabue, nascido em Itatiba, em 1905. Além da São Geraldo das Perdizes, o pintor também contribuiu com a Igreja de Santo Antonio da Barra Funda (que já foi demolida), do Cambuci e de Vila Nova Conceição na capital de São Paulo. No interior do estado, Igreja do Rosário de Bragança Paulista é o trabalho que se destaca do artista.

## Importância

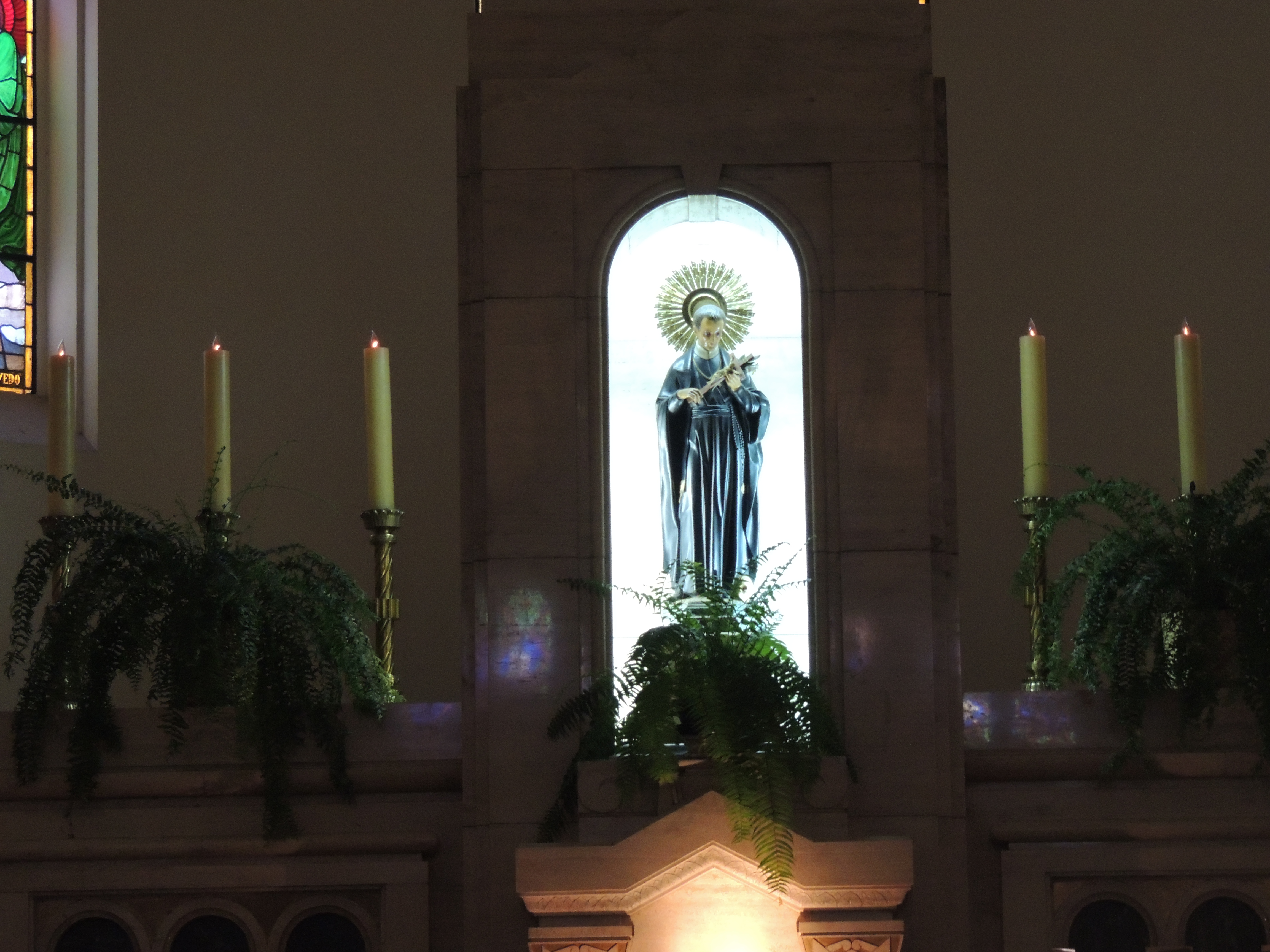
Altar da Paróquia de São Geraldo das Perdizes

De acordo com o documento de Tombamento da Igreja pela prefeitura do município de São Paulo, a Paróquia de São Geraldo das Perdizes é de suma importância para a cidade. O Largo onde ela está localizada é uma referência histórica, pois abrigou, antes da Paróquia, a Capela de Nossa Senhora da Conceição e Santa Cruz, que se tornou o primeiro templo histórico da região das Perdizes. Além disso, o local também é próximo de entroncamentos que unem partes centrais da cidade com o resto, como é o caso da Avenida Francisco Matarazzo, Rua Cardoso de Almeida e Rua Turiaçu.
A Igreja Matriz também possui um grande valor arquitetônico, com seu projeto criado pelo renomado arquiteto polonês Georg Przyrembel. O valor artístico da Paróquia também deve ser mencionado, com um extenso acervo de altares, objetos de culto, vitrais, imagens, lustres, luminárias e mobiliário. O destaque vai para as pinturas da Capela do Santíssimo Sacramento, que foram finalizadas em 1937, pelo artista Salvador Ligabue. Ele se inspirou no estilo pictórico da Escola de Beuron, que foi introduzido na cidade de São Paulo com a construção da Basílica do Mosteiro de São Bento.
Porém, um dos maiores marcos de importância da Paróquia é o Sino da Independência do Brasil, localizado no campanário da Igreja. Foi o sino que, em 7 de setembro de 1822, repicou para anunciar a Independência do país. O sino foi apelidado de “Bronze Velho” e originalmente estava na antiga Catedral da Sé, onde ficou desde a sua fundição em 1820 até a demolição do local, em 1913. Neste ano, ele foi transferido para o Mosteiro da Luz e apenas em 1942 que ele chegou à Paróquia, doado pelo então Arcebispo de São Paulo. O sino possui 1,70 metros de diâmetro e 1,75 metros de altura. Ele pesa 2.225 quilos e, para içá-lo, diversos homens e um grande guindaste foram necessários. O sino foi fundido pelo artesão Francisco Chagas Sampaio e nele está gravado o nome do autor, as armas do Reino de Portugal e trecho do salmo 150, da Biblía. Apesar de ser aberto para visitação, o sino está instalado em uma torre de difícil acesso da Paróquia.
Em 2003, o badalo do Sino, que pesa entre 50 e 60 quilos, foi roubado da Igreja. A principal suspeita é que os assaltantes queriam derreter a peça à procura de ouro. Porém, os 18 quilos do elemento encontrados na região do campanário não podem ser soltos do sino e o badalo é feito apenas de ferro e chumbo. O Sino da Independência também é um patrimônio histórico tombado, pelo CONDEPHAAT, desde o dia 31 de maio de 1972.

## Atualmente
O Pároco atual de São Geraldo das Perdizes é o Pe. José Augusto Schramm Brasil, nomeado em 1990. Mesmo antes de ter a sua Ordenação Sacerdotal em 19 de novembro de 1983, o padre já estava envolvido em trabalhos paroquiais na comunidade. Hoje em dia, a Igreja segue os seus trabalhos com cerca de 15 missas por semana: seis aos domingos, duas de terça à sexta-feira e uma aos sábados. Além disso, no local são realizados os seguintes sacramentos: preparação para o batismo, celebração do batismo, crisma, curso para noivos e primeira eucaristia.

## Galeria

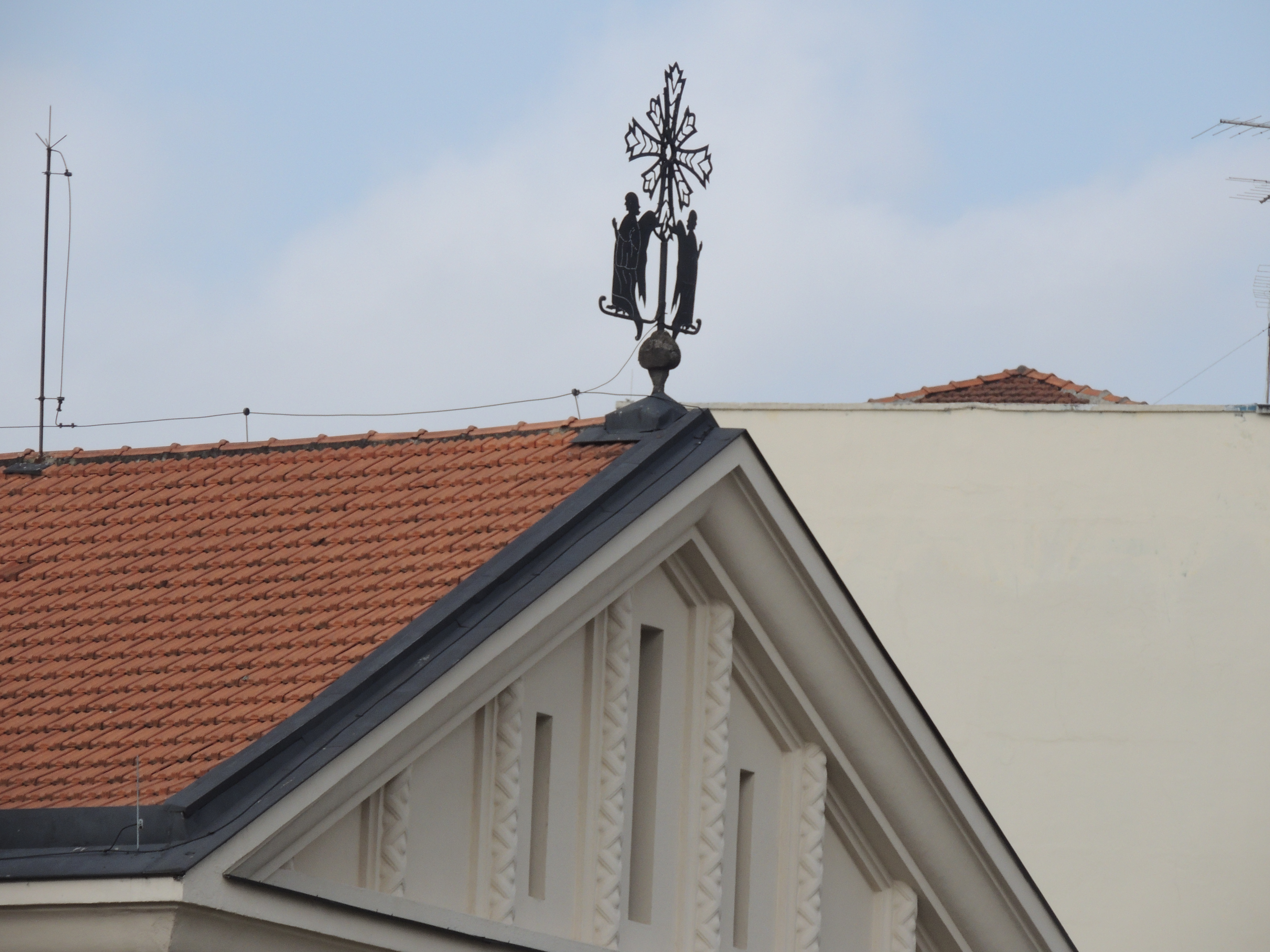
Detalhe do telhado da Paróquia de São Geraldo das Perdizes
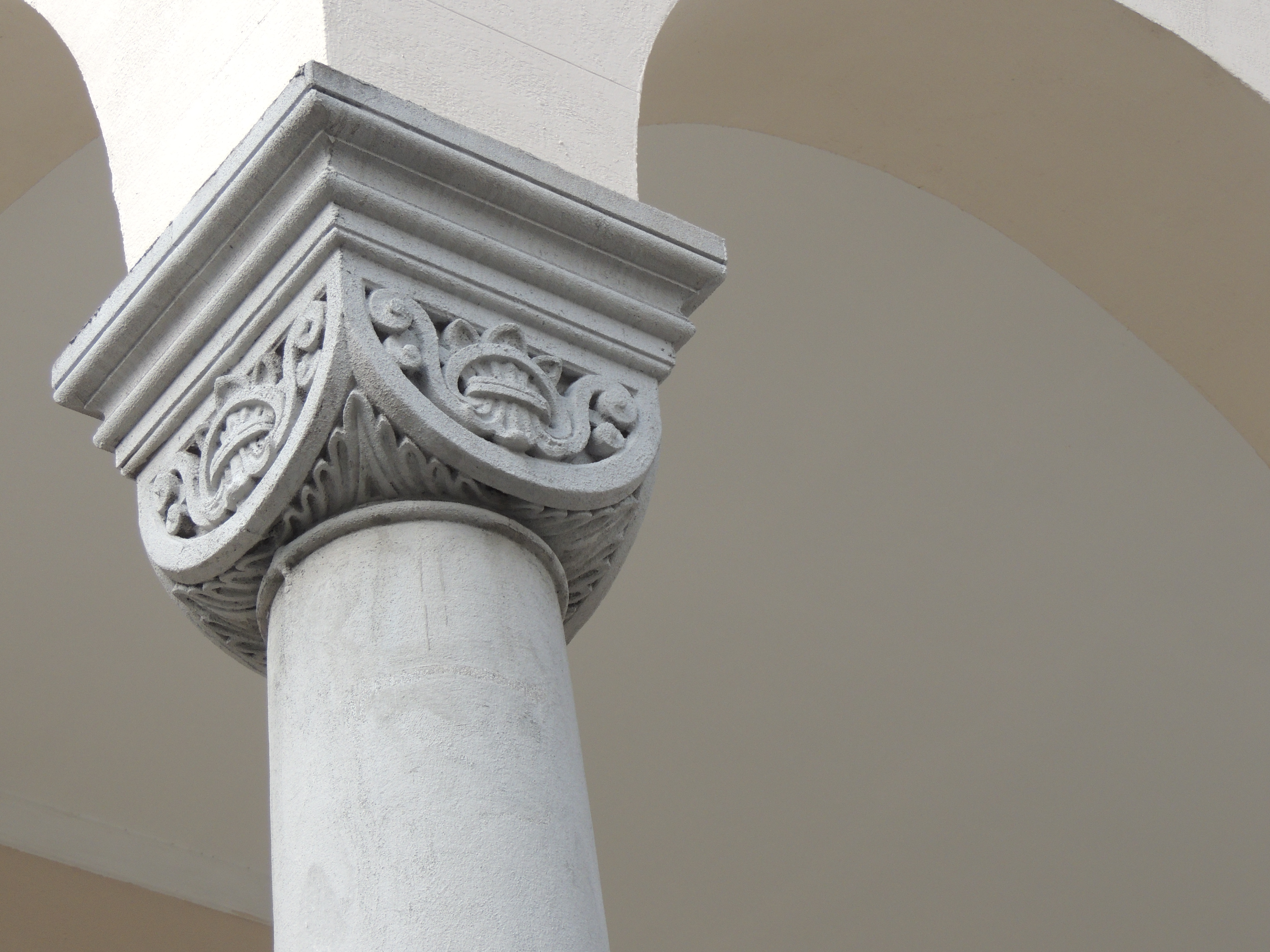
Detalhe da pilastra da Paróquia de São Geraldo das Perdizes
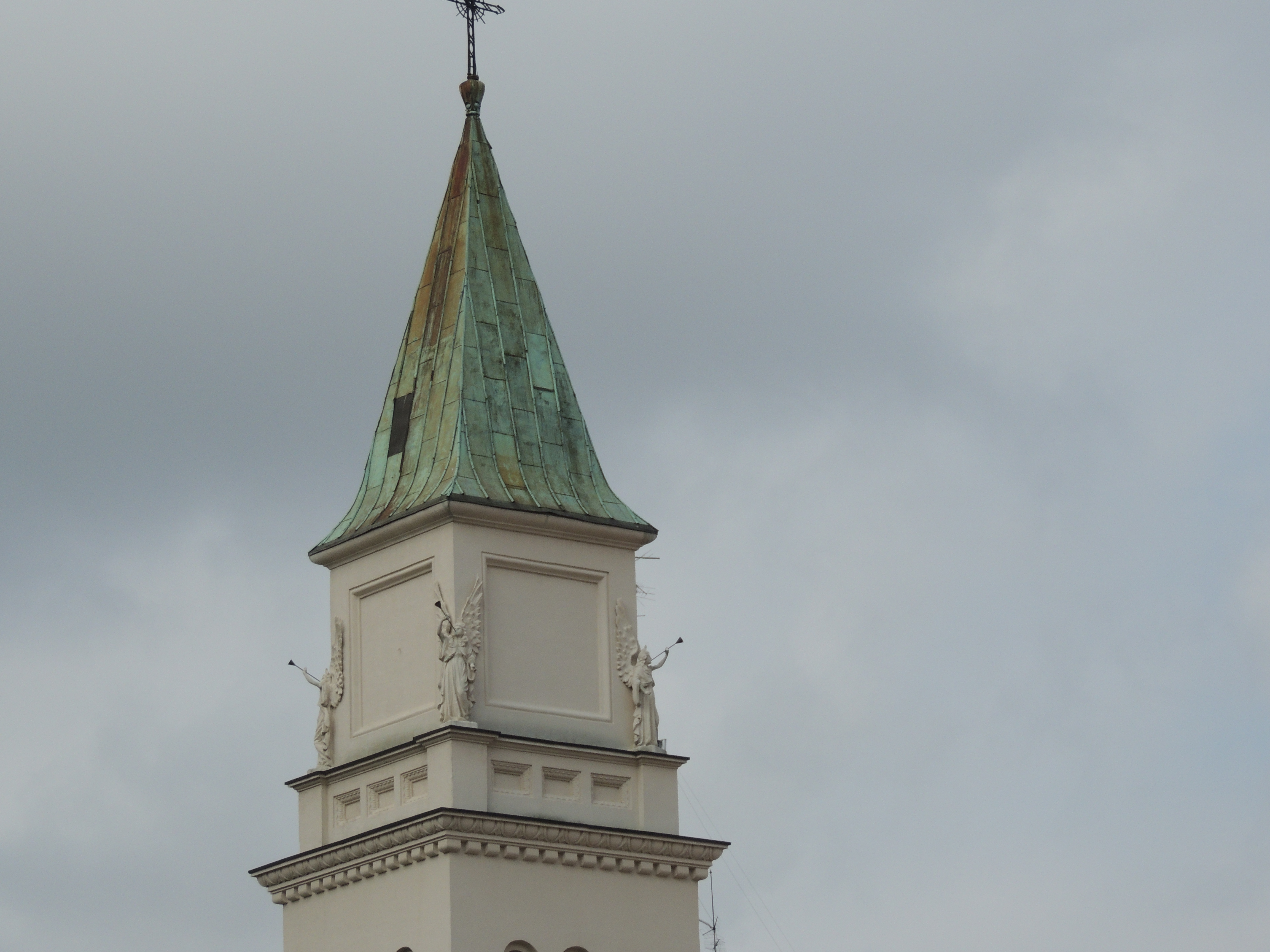
Detalhe da torre da Paróquia de São Geraldo das Perdizes
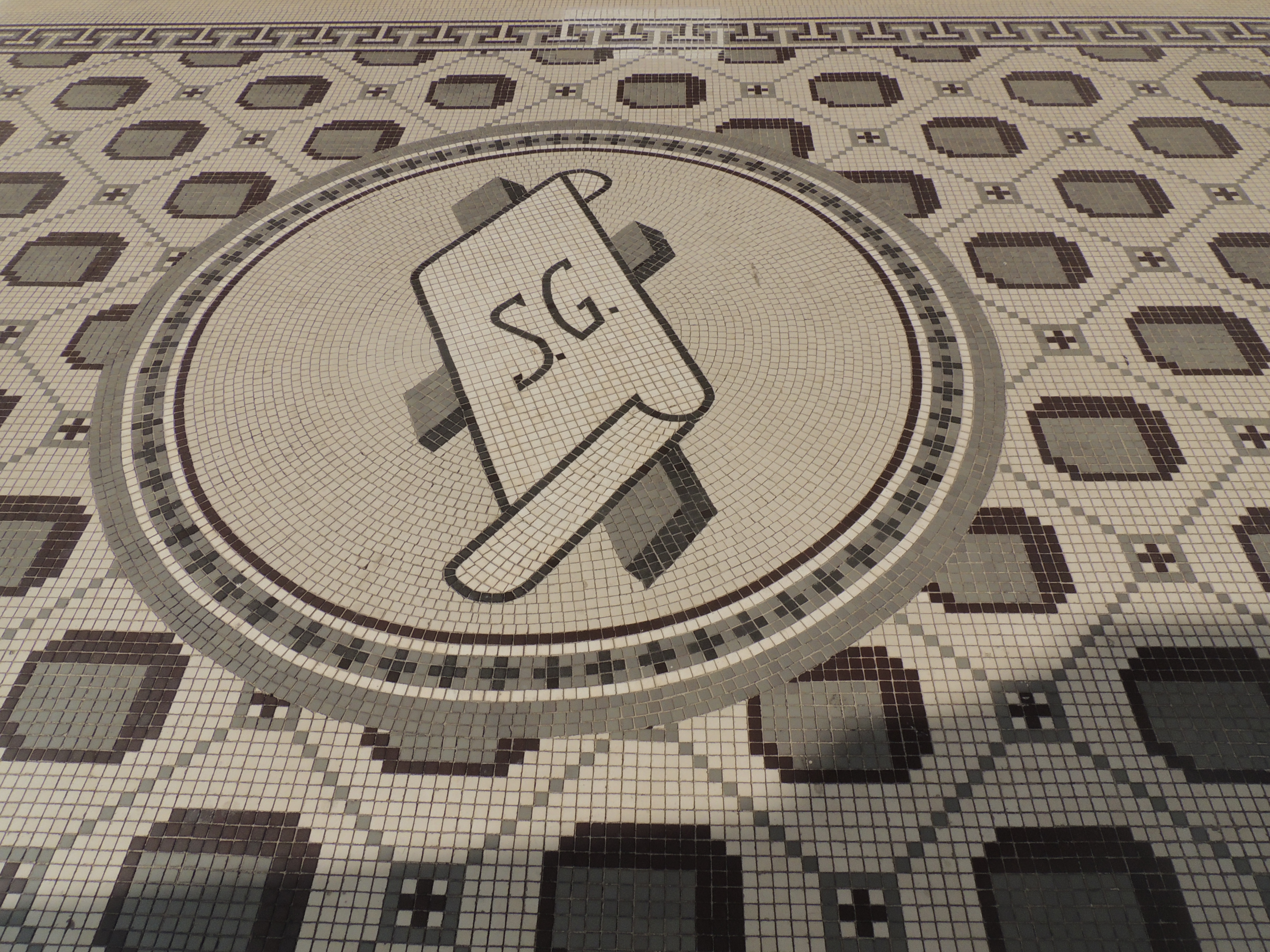
Detalhe do piso da entrada da Paróquia de São Geraldo das Perdizes
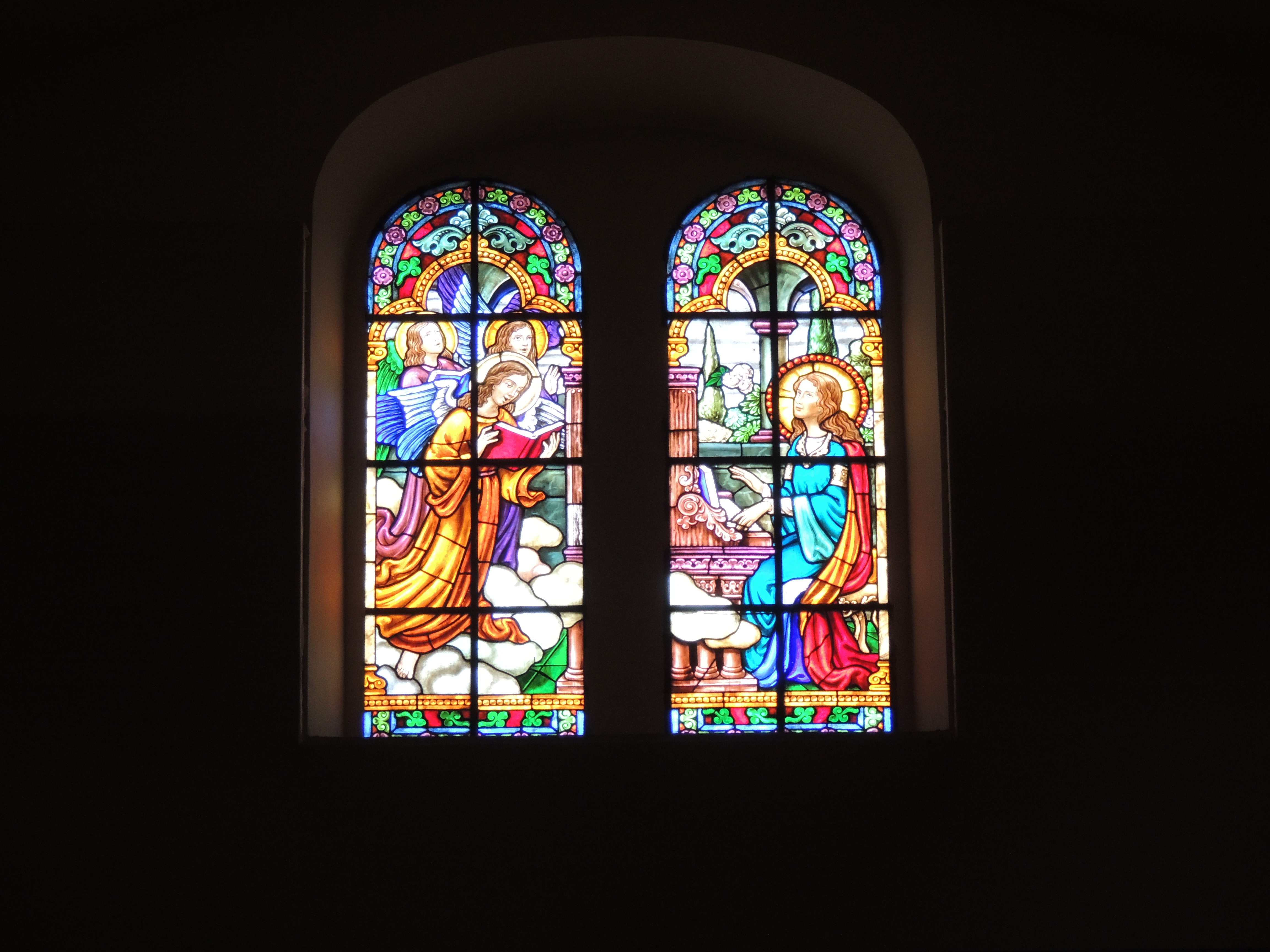
Vitral da Paróquia de São Geraldo das Perdizes
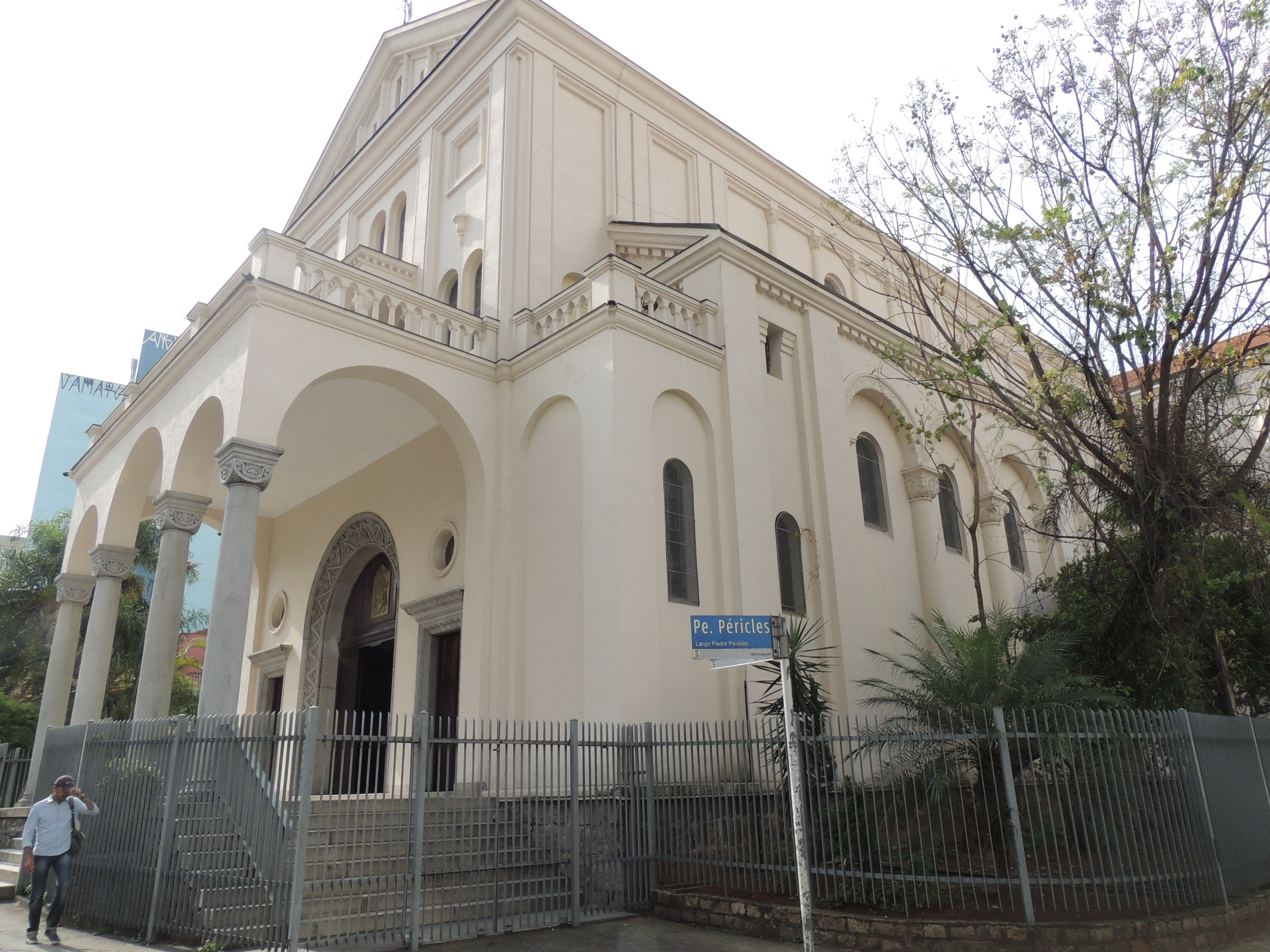
Placa da esquina e vista lateral da Paróquia de São Geraldo das Perdizes